# Bibrka
Bibrka (in ucraino Бібрка?; in polacco Bóbrka) è una città dell'Ucraina (3 761 abitanti) situata nel distretto di Leopoli, nell'oblast' di Leopoli. Ospita l'amministrazione della comunità territoriale di Bibrka, una delle comunità territoriali dell'Ucraina.
Fino al 18 luglio 2020 Bibrka apparteneva al distretto di Peremyšljany, abolito come parte della riforma amministrativa dell'Ucraina, che ha ridotto a sette il numero dei distretti dell'oblast' di Leopoli. L'area del distretto di Peremyšljany è stata fusa nel distretto di Leopoli.